# Castelo de Idanha-a-Nova
O Castelo de Idanha-a-Nova localiza-se na freguesia e no Município de Idanha-a-Nova, Distrito de Castelo Branco, em Portugal.
A povoação de Idanha-a-Nova ergue-se num cabeço, aos pés do qual corre o rio Pônsul.

## História

### Antecedentes
Sob o reinado de D. Afonso Henriques (1112-1185), o património fundiário da Ordem dos Templários estendeu-se até à Beira Baixa, com a doação de Idanha-a-Velha e de Monsanto, a D. Gualdim Pais, 6º Mestre da Ordem em Portugal, conforme Carta de Doação passada pelo soberano em 30 de Novembro de 1165:
Afonso, notável rei do Condado Portucalense, filho de Henrique e da Rainha D. Teresa e neto do grande e ilustríssimo Imperador de Espanha, por nós ao mestre Galdino e a todos os Irmãos da Ordem dos Templários que estão no meu reino, faço uma vasta e fortíssima doação da região da Idanha[-a-Velha] e de Monsanto com os limites: Seguindo o curso da água do rio Erges e entre o meu reino e o de “Legiones” até entrar no [rio] Tejo e da outra parte seguindo o curso da água do [rio] Zêzere que igualmente entra no Tejo (...).
Posteriormente, seu filho e sucessor, D. Sancho I (1185-1211), em 1197, confirmou a doação de Idanha-a-Velha ao 7° Mestre da Ordem, D. Lopo Fernandes, que complementou, em 1199, com a doação da Herdade da Açafa. Constituiu-se assim um vasto domínio que se estendia do termo de Idanha até ao de Belver.

### O castelo medieval
Para a defesa deste trecho da raia, a partir de 1187 foi erguido, sobre uma escarpa na margem direita do rio, um castelo pelos cavaleiros da Ordem dos Templários, sob a direção do Mestre D. Gualdim Pais.
A sua estrutura obedece às mesmas linhas arquitetônicas características dos templários, nos castelos de Almourol, Monsanto, Pombal, Tomar e Zêzere, seus contemporâneos.
Visando o seu povoamento e o reforço de sua defesa, o rei D. Sancho I (1185-1211) outorgou-lhe Carta de Foral (1201), tendo feito a doação dos seus domínios à Ordem do Templo.
O seu sucessor, D. Afonso II (1211-1223), confirmou esta doação e o foral (1229), rebatizando a povoação com a atual toponímia (Idanha-a-Nova), para distingui-la antiga Idanha (doravante Idanha-a-Velha), a Cidade dos Igeditanos (Civitas Igaeditanorum) romana, Egitânia dos Suevos e Visigodos, Eydaiá dos Muçulmanos, a dezoito quilômetros de distância.
A vila de Idanha-a-Nova desenvolveu-se bastante desde então, ao mesmo tempo em que Idanha-a-Velha entrava em progressiva decadência. Em fins do século XV, D. Manuel I (1495-1521), admirou-se com a diferença do desenvolvimento das duas Idanhas (1496) e, em Junho de 1510, reconhecendo o progresso de Idanha-a-Nova, concedeu-lhe Foral Novo. Nesta época, a povoação e seu castelo encontram-se figurados por Duarte de Armas (Livro das Fortalezas, c. 1509).

### Do século XVI aos nossos dias
Atualmente as ruínas do antigo castelo medieval constituem uma das atrações turísticas municipais.